# Тинаму жовтогрудий
Тинаму жовтогрудий (Nothocercus julius) — вид птахів родини тинамових (Tinamidae).

## Поширення
Вид поширений в Андах на півночі Перу, в Еквадорі, Колумбії та на заході Венесуелі. Населяє гірські вологі ліси на висоті 1700-3350 м над рівнем моря.

## Опис
Довжина жовтогрудого тинаму становить від 35 до 41 см. Верхівка голови матова каштаново-коричнева. Горло біле, груди і живіт від коричного до червонувато-коричневого кольору. Шия і спина мають оливковий або червоно-коричневий колір. Ноги сіро-блакитні, дзьоб чорний зверху, білуватий з нижньої сторони з чорним кінчиком.

## Спосіб життя
Трапляється поодинці, або невеликими сімейними групами до п'яти птахів. Харчується переважно плодами, які збирає на землі та в низьких кущах. Він також харчується дрібними безхребетними, квітковими бруньками, молодим листям, насінням та корінням. Гніздо облаштовує на землі серед густої рослинності. Самець висиджує яйця, які можуть бути від декількох самок. Кладка може складатися з 4-12 яєць. Після вилуплення самець також піклується про пташенят.